# Шевчук, Денис Витальевич
Денис Витальевич Шевчук (23 января 1992, Тальное, Черкасская область, Украина) — российский, ранее украинский футболист, нападающий.

## Биография
Воспитанник донецкого футбола. На взрослом уровне начал выступать в 2010 году в составе клуба «Олимпик-УОР» в любительских соревнованиях. В профессиональном футболе дебютировал осенью 2010 года за клуб «Феникс-Ильичёвец» (Калинино) в первой лиге Украины. Затем несколько сезонов выступал за клубы второй лиги — «Десна» (Чернигов), «Динамо» (Хмельницкий), «Макеевуголь», «Шахтёр-3».
После начала конфликта на востоке Украины принял российское гражданство и переехал в Крым. Несколько сезонов выступал за клубы чемпионата Крыма — «СКЧФ», «Рубин» (Ялта), «Севастополь». В первом профессиональном розыгрыше чемпионата Крыма, в сезоне 2015/16, разделил второе место в споре бомбардиров, забив 13 голов (4 гола за «Севастополь» и 9 — за «Рубин»).
В сезоне 2017/18 выступал в российском первенстве ФНЛ за «Балтику», и уже в дебютном матче забил свой первый гол за клуб, 24 сентября 2017 года в ворота «Томи». Всего провёл 13 матчей и забил 3 гола, но в большинстве из матчей выходил на замены. Затем некоторое время играл в любительских соревнованиях за московский «Арарат».
Летом 2019 года перешёл в ереванский «Арарат». Дебютный матч в чемпионате Армении сыграл 31 августа 2019 года против «Гандзасара», заменив на 80-й минуте бразильца Веслена Жуниора. Эта игра так и осталась для него единственной в составе «Арарата», и в декабре 2019 года игрок покинул клуб. Весной 2020 года вернулся в Крым и присоединился к команде «Океан» (Керчь).